# Yvonne Ménard
Yvonne Ménard (* 26. Oktober 1929 in Chelun; † 5. Januar 2013 in Pléchâtel) war eine französische Tänzerin.

## Leben und Wirken
Bekannt wurde Ménard als Tänzerin im Pariser Revue-Theater Folies Bergère von 1948 bis 1966. Oftmals trat sie als Tanzpartnerin mit Frédéric Rey auf. In den Vereinigten Staaten gastierte sie als Burlesque-Tänzerin. Im Februar 1954 war sie auf dem Titel des Playboy-Magazins abgebildet.

## Filme
- Bal Cupidon (1949)
- Pariser Nächte (1951)